# Empis ochropus
Empis ochropus är en tvåvingeart som beskrevs av Philippi 1865. Empis ochropus ingår i släktet Empis och familjen dansflugor. Inga underarter finns listade i Catalogue of Life.